# Colin Newman
Colin Newman (ur. 16 września 1954 w Salisbury, Wielka Brytania) – brytyjski muzyk, producent i szef wytwórni płytowej. Odpowiedzialny za realizację wielu projektów muzycznych, poniżej niektóre z nich:
- Wire
- This Mortal Coil
- Minimal Compact
- Lobe
- The Virgin Prunes
- Gary Numan